# ناقل التهديد (رواية)
ناقل التهديد Threat Vector هي رواية إثارة تقنية للكاتب الأمريكي توم كلانسي بالاشتراك مع الكاتب الأمريكي مارك غريني، ونشرت في 4 ديسمبر 2012.
ظهر الكتاب في المرتبة الأولى في قائمة أفضل الكتب مبيعًا في نيويورك تايمز.

## القصة
وهي رواية متابعة لرواية «محتجز» (2011). وتدور الأحداث حول محاولات الرئيس جاك رايان مع وكالة «الكامبوس» الاستخباراتية الأمريكية، لمنع الصين من شن حرب في منطقة بحر الصين الجنوبي.